# ハンガリーの風景
『ハンガリーの風景』（ハンガリーのふうけい）Sz.97　BB 103は、バルトーク・ベーラが自身のピアノ曲集から5曲を選んで編曲した管弦楽のための組曲。別名『ハンガリーの5つのスケッチ』。
- 原語曲名：Magyar képek（ハンガリー語） Ungarische Bilder（ドイツ語）　Hungarian Sketches (Hungarian Pictures)（英語）
- 演奏時間：約13～18分。
- 作曲時期：総譜のバルトーク自身の書き込みによれば、オーストリアのモントゼーで1931年8月に完成。バルトークは母と叔母に1931年8月15日付の手紙で完成を報告している。
- 初演：1932年1月14日にブダペストにてマッシモ・フレッチャの指揮による（この時は4曲目は演奏されていない）。

## 作曲の経緯
1931年にバルトークは『ソナチネ』を『トランシルヴァニア舞曲』として、また『15のハンガリー農民歌』を抜粋した『ハンガリー農民の歌』など、民謡主題に基づくピアノ曲の管弦楽編曲を行った。この曲も同時期に同様に管弦楽編曲されたもので、同年夏に講師として招かれていたモントゼーで作業が行われた。

## 構成
バルトークは母と叔母への手紙の中で、「お金のために」演奏してもらいやすい曲をまとめたことを書いているが、彼自身がピアニストとしてしばしば演奏会で演奏し、人気のあった曲が選ばれている。特に1曲目と2曲目、4曲目は本人もいくつか録音を残しており、ピアノの弟子のシャーンドル・ジェルジも「バルトークは『10のやさしい小品』を演奏会で取り上げるときは、『夕べ』と『熊の踊り』ばかり弾いていた」と回想している。
題材は収集した民謡に由来するものからオリジナルまで含んでいるが、作曲者が与えたタイトル通り、ハンガリーの風景を描いたような作品が多い。また5つの楽章があり、2曲目と4曲目がスケルツォのようなキャラクターという構成は、当時のバルトークが『弦楽四重奏曲第4番』などで好んで使ったアーチ構造を編曲作品でも採用したのではないかとの意見もある。

### 第1曲 トランシルヴァニアの夕べ
別名『セーケイ人との夕べ』『セークレルとの夕べ』。『10のやさしい小品』の5曲目から編曲された。クラリネットが導き出す五音音階の主題と、フルートが導き出すもう一つのやや活発な主題が交代しながら出現し、最後は最初の主題が現れて静かに幕を閉じる。民謡を引用したかのような旋律に終始するが、どちらもバルトークの自作である。

### 第2曲 熊踊り
同じく『10のやさしい小品』の10曲目から編曲。熊の足音を模倣したリズムをティンパニー・テューバが表現し、踊りの際に叩かれる太鼓をスネアを外した小太鼓と低弦が、時にはスネアをつけた太鼓と弦楽器が模倣する。その上で木管楽器が踊りの主題を吹く。

### 第3曲 メロディ
『4つの挽歌』第2曲からの編曲で、管弦楽化に当たってタイトルがつけられた。民謡調の五音音階的なメロディが次第に印象派ばりの色彩感あふれるオーケストレーションで彩られ、また静まっていく。

### 第4曲 ほろ酔い
『3つのブルレスク』第2曲から編曲。ほぼ三部形式。「千鳥足で歩く酔っぱらいが酔いつぶれるまでを描いた」ことが容易に想像できる、非常に描写的な曲。

### 第5曲 豚飼いの踊り
『子供のために』の第1巻最終曲の編曲。弦楽器のシンコペーションするようなリズムを背景にはじめは切れ切れに、そして全体に踊りのテーマが現れる。ひとしきり盛り上がって静まりかえるが、再び最後は急速に盛り上がって（原曲は静かに終わるため、組曲向けに結尾が新たに書き加えられた）終わる。

## 編成
- フルート 2（ピッコロ持替え 1）
- オーボエ 2
- クラリネット 2（バスクラリネット持替え 1）
- ファゴット 2 　(コントラファゴット持替え１)
- ホルン 2
- トランペット 2
- トロンボーン 2
- チューバ 1
- ティンパニ
- 大太鼓
- 小太鼓（響線があるのとないのを1つずつ）
- シンバル
- トライアングル
- 木琴
- ハープ 1
- 弦五部
  - ヴァイオリン 2パート
  - ヴィオラ 1パート
  - チェロ 1パート
  - コントラバス 1パート